# Перегрупування Шмідта

Перегрупування Шмідта

Перегрупування Шмідта (англ. Schmidt rearrangement) — перетворення карбонільних сполук з азидною кислотою в сильнокислому середовищі до суміші нітрилів і амідів (з альдегідами), до амідів (з кетонами), до амінів (з кислотами). Відбувається в присутності сильних концентрованих кислот (H2SO4, HCl, CF3COOH). Протікає в інертних розчинниках через секстетне перегрупування зі збереженням конфігурації.